# I See You (Theme from Avatar)
«I See You» (офіційна назва «I See You (Theme from Avatar)») — пісня жанру поп-баллади, виконана британською співачкою Леоною Льюїс у якості саундтреку фільму «Аватар». Пісня написана Джеймсом Горнером, і Куком Гарреллом; спродюсована Саймоном Франгленом. Пісня була номінована на премію Золотий глобус у категорії Найкраща пісня до фільму на 67 церемонії нагороджування, проте не отримала нагороду. Пісня мала стати синглом, проте Льюїс відмовилась від цієї ідеї, оскільки нещодавно випустила свій другий студійний альбом Echo і мала займатися його промоушеном.

## Музика і лірика
Пісня «I See You» має 68 ударів на хвилину і має ключ у Сі-бемоль мінорі. Діапазон вокалу Льюїс коливається від Фа малої октави до Фа другої октави. Голос Льюїс дещо змінений за допомогою комп'ютерних синтезувань.

## Музичне відео
Музичне відео зрежисерував Джейк Нава. Відеокліп показує нарізки з фільму «Аватар» (2009) і сцени, в яких Льюїс виконує пісню у короткій рожевій сукні. Прем'єра музичного відео відбулась 15 грудня 2009.

## Список пісень
Avatar: Music from the Motion Picture
1. «I See You (Theme from Avatar)» — 4:20

The Labyrinth Tour: Live from the O2
1. «I See You» (Live from the O2) — 2:41

## Чарти
| Чарти (2010)                      | Пікова позиція |
| --------------------------------- | -------------- |
| Irish Albums Chart                | 47             |
| UK Albums Chart                   | 106            |
| U.S. Billboard Adult Contemporary | 24             |